# Jiří Dóža
Jiří Dóža (maďarsky Dózsa György, též Székely György, slovensky Juraj Dóža Sikul/Juraj Dóža Sékeľ nebo Juraj Sikul/Juraj Sékeľ; 1470 Dalnic, Uhersko (dnes Rumunsko) – 20. červenec 1514 Temešvár) byl sedmihradský sikulský zeman, hlavní představitel Dóžova povstání.

## Život
Jiří sloužil jako důstojník jezdectva ve Stoličném Bělehradě, kde zabil vznešeného Turka v boji. Pak přišel do Budína. Dle některých za odměnu, dle některých v souvislosti s připravovanou křižáckou výpravou, ve které údajně chtěl udělat kariéru.
Ihned po příchodu na královský dvůr mu byl králem Vladislavem Jagellonským darován rytířský titul. Zde je třeba uvést, že ostřihomský arcibiskup Tamás Bakócz jej jmenoval velitelem křižáckých vojsk, která se shromažďovala u Budína. Jisté to však není.

### Dóžovo povstání
Dóža sehrál velmi důležitou úlohu v dějinách Uherska, protože stál v čele největšího selského povstání v Uhersku, které se často podle něho nazývá „Dóžovo povstání“. Křižácká výprava proti Turkům pod vedením Jiřího Dóži, složená většinou z ozbrojených sedláků, řemeslníků a drobných zemanů, se změnila na rozsáhlé povstání, které vyjadřovalo nespokojenost nejchudších s feudálními poměry. Povstalci plenili šlechtické, ale i církevní majetky a jejich řady nepřetržitě rostly. Toto povstání však bylo zastaveno v červenci 1514 spojenými šlechtickými vojsky a vůdci byli v Temešváru popraveni, mezi nimi i obzvláště krutým způsobem Dóža. Byl posazen na rozžhavený železný trůn, na hlavu mu byla položena rozpálená koruna, byl pálen rozžhavenými kleštěmi a jeho vyhladovělí spolubojovníci z něj museli zaživa trhat maso a pojídat ho - kdo odmítl, byl zabit. Jeho bratr byl rozčtvrcen a dalších několik stovek stoupenců nabodáno na kůly. Po porážce povstání bylo navíc na uherském sněmu uzákoněno nevolnictví jako kolektivní trest pro odbojné rolníky.

## Ohlas v dnešní době
V Budapešti je po něm pojmenováno náměstí a stanice metra. Maďarský hudební skladatel Ferenc Erkel po něm pojmenoval svou operu.